# Pierre Laba
Pierre Laba, né 27 septembre 1967, est un réalisateur de cinéma martiniquais.

## Biographie
Pierre Laba, né 27 septembre 1967, est un réalisateur de cinéma martiniquais. Il arrive en Côte d’Ivoire en 1999. Pendant une douzaine d’année, il travaille et fait le tour du monde avec Alpha Blondy. Le 25 octobre 2014, Pierre Laba, organise une visite guidée des sites touristiques de Grand Bassam. Ceci, en prélude à la diffusion du documentaire touristique suivez le Guide sur la RTI.Il participe à l’événement Inspire 69 du 19 avril 2025 à l'espace CRRAE-UMOA à Abidjan et recentre le débat sur la formation. Il arrive pour la première fois au Burkina Faso en 2007. Du 7 au 14 mai 2007, ce sont les projections de son premier grand film intitulé : "Danger permanent".
À Ouaga, en 2012 dans la capitale du Burkina Faso, c’est la sortie du film « le gaucher d’Abidjan » qu’il a réalisé et produit,. Il réalise la série de documentaires qui portent à l’écran des destinations touristiques du Burkina Faso,.
Samedi 27 Avril 2013 sous les coups de 12h 30, les téléspectateurs ivoiriens découvrent sur la RTI1, le tout premier épisode «Danger Permanent» de la série «Sicobois».Le 19 avril 2025, à Crrae-Umoa, au Plateau, il participe au concert éducatif/Concept ‘’Inspire 69’’ , moment de présenter à la jeunesse des modèles inspirants de réussite.

## Filmographie
- Kaybéré
- 2005 : Coupé décalé
- 2006 : Danger Permanent avec Michel Bohiri, Michel Gohou, Adrienne Koutouan, Jimmy Danger.
- 2008 : Le Gaucher d'Abidjan
- 2010 : Mariage à trois visages